# Pomar de Valdivia
Pomar de Valdivia település Spanyolországban, Palencia tartományban. Pomar de Valdivia Aguilar de Campoo, Valderredible és Valle de Valdelucio községekkel határos. Lakosainak száma 490 fő (2024).

## Népesség
A település népessége az elmúlt években az alábbi módon változott:
| Lakosok száma | 528  | 531  | 508  | 504  | 499  | 479  | 467  | 470  | 477  | 490  |
|               | 2001 | 2004 | 2007 | 2009 | 2012 | 2014 | 2017 | 2019 | 2022 | 2024 |